# Yotsakorn Natthasit
Yotsakorn Natthasit (thailändisch ยศกร นาถสิทธิ์; * 29. Mai 2004), auch als Gus bekannt,  ist ein thailändischer Fußballspieler.

## Karriere
Yotsakorn Natthasit erlernte das Fußballspielen in der Jugend des Chonburi FC. Hier unterschrieb er im Januar 2022 seinen ersten Vertrag. Der Verein aus Chonburi spielte in der ersten Liga, der Thai League. Im gleichen Monat wechselte er auf Leihbasis zum Drittligisten Chainat United FC. Mit dem Verein aus der Provinz Chainat spielte er achtmal in der Western Regeion der Liga. Zu Beginn der Saison 2022/23 wechselte er im September 2022 ebenfalls auf Leihbasis zu dem in der Southern Region spielenden Drittligisten Phatthalung FC. Für den Verein aus Phatthalung bestritt er zwanzig Ligaspiele. Der Drittligist Muangtrang United FC aus Trang lieh ihn die Saison 2023/24 aus. Hier bestritt er 17 Ligaspiele. Im Sommer 2024 kehrte er zu dem mittlerweile in die zweite Liga abgestiegenen Chonburi FC zurück. Sein Zweitligadebüt gab Yotsakorn Natthasit am 24. November 2024 (13. Spieltag) im Auswärtsspiel gegen den Nakhon Si United FC. Bei der 3:2-Niederlage wurde er in der 63. Minute für Channarong Promsrikaew eingewechselt. In der Hinrunde der Saison 2024/25 bestritt er für Chonburi fünf Ligaspiele. Im Januar 2025 wechselte er auf Leihbasis nach Sisaket zum Zweitligisten Sisaket United FC. Hier bestritt er zwölf Ligaspiele. Im August 2025 wurde er an den Erstligaabsteiger Khon Kaen United FC verliehen.